# Brice Sensabaugh
Brice P. Sensabaugh (* 30. Oktober 2003 in Wilton Manors, Florida) ist ein US-amerikanischer Basketballspieler.

## Werdegang
Sensabaugh wuchs in Orlando, Florida auf und gehörte zu den besten High School Basketballspielern seiner Altersklasse. Nach der Highschool entschied sich Sensabaugh für die Ohio State University, wo er als Scorer auf 16,3 Punkte pro Spiel in 33 Saisonspielen kam. Nach einem Collegejahr gab Sensabaugh seinen Wechsel in die NBA bekannt.
Bei der NBA-Draft 2023 wurde Sensabaugh an 28. Stelle von den Utah Jazz ausgewählt. In seiner Rookiesaison spielte Sensabaugh zunächst in der Farmliga G-League für die Salt Lake City Stars. Im Laufe der Saison erhielt er zunehmend Einsätze für die Jazz. So dass er seine Rookiesaison mit 7,5 Punkte pro Spiel in 32 Saisonspielen abschloss.

## Karriere-Statistiken

### NBA

#### Hauptrunde
| Saison  | Team   | GP | GS | MPG  | FG % | 3P % | FT % | RPG | APG | SPG  | BPG | PPG |
| ------- | ------ | -- | -- | ---- | ---- | ---- | ---- | --- | --- | ---- | --- | --- |
| 2023–24 | Utah   | 32 | 11 | 18.3 | .390 | .296 | .902 | 3.2 | 1.7 | 0.4  | 0.2 | 7.5 |
| Gesamt  | Gesamt | 32 | 11 | 18.3 | .390 | .296 | .902 | 3.2 | 1.7 | 0 .4 | 0.2 | 7.5 |